# Eodalis dentellus
Eodalis dentellus är en skalbaggsart som beskrevs av Holzschuh 2006. Eodalis dentellus ingår i släktet Eodalis och familjen långhorningar.
Artens utbredningsområde är Sarawak. Inga underarter finns listade i Catalogue of Life.